# Bundesautobahn 280
La Bundesautobahn 280, abbreviata anche in BAB 280, è una autostrada tedesca, lunga poco meno di 5 km, che collega il confine dei Paesi Bassi con la città di Bunde e l'autostrada BAB 31. In futuro potrebbe diventare il tratto terminale della futura BAB 22.
È il proseguimento dell'autostrada dei Paesi Bassi 7 e fa parte dell'itinerario della Strada europea 22.

## Percorso
| BAB 280 |           |                                |     |                |                |
| Tipo    | n° uscita | Indicazione                    | km  | Corrispondenze | Strada europea |
|         | 1         | Confine di Stato - Paesi Bassi | 0,0 |                |                |
|         | 2         | Bunde West                     | 1,0 |                |                |
|         | 3         | Confluenza di Bunde            | 4,6 |                |                |